# Балдовенци
Балдовенци (на македонска литературна норма: Балдовенци) е село в община Новаци на Северна Македония. Селото е напълно изселено през 1961 година, когато е имало 170 жители.

## География
Балдовенци се намира в средния дял на Община Новаци на 690 метра надморска височина в западните склонове на Селечката планина на 20 километра източно от град Битоля.

## История
Според статистиката на Васил Кънчов („Македония. Етнография и статистика“) от 1900 година Балденци е населявано от 185 жители, всички българи.
На Етнографската карта на Битолския вилает на Картографския институт в София от 1901 година Балдоенци е чисто българско село в Битолската каза на Битолския санджак с 18 къщи.
В началото на XX век цялото село е под върховенството на Българската екзархия. По данни на секретаря на екзархията Димитър Мишев („La Macédoine et sa Population Chrétienne“) в 1905 година в Балдоенци има 136 българи екзархисти.
По време на българското управление на Вардарска Македония през Първата световна война Балдовенци е част от Бродска община в Битолска селска околия и има 130 жители.

## Личности
Починали в Балдовенци
- Владимир Маринов Абаджиев (? – 1916), български военен деец, поручик, загинал през Първата световна война[5]